# Zorakan
Zorakan (in armeno Զորական?; precedentemente Verin Kerpilu, Verin Kjorplu, Verin Kyorplu, Kerpilu o Yukhary-Kerpilu) è un comune dell'Armenia di 1 092 abitanti (2010) della provincia di Tavush.